# Coronella girondica
A cobra-bordalesa (Coronella girondica) é uma espécie de serpente da família Colubridae.
Relativamente comum em toda a Península Ibérica, é uma cobra pouco agressiva, ao contrário da cobra lisa austríaca com a qual se assemelha. Distingue-se desta última pela forma da placa rostral. Tem actividade nocturna e crepuscular, desde a Primavera até ao princípio do Inverno. Alimenta-se essencialmente de outros répteis, principalmente pequenos lagartos. Até ao momento, não se conhece nenhuma sub-espécie.

## Localização geográfica
Encontra-se em Espanha, Portugal, França, Itália, Marrocos, Argélia e Tunísia.

## Risco
Encontra-se ameaçada, por perda de habitat.